# Període Shōwa
El període Showa o 'era Showa (昭和 时代, lit. període de pau il·lustrada) és el període de la història del Japó corresponent al regnat de l'emperador Shōwa (Hirohito) que abasta des del 25 de desembre del 1926 al 7 de gener del 1989. En el missatge en la seva coronació que va ser llegit al poble i l'exèrcit, el recentment coronat emperador va fer referència a aquest nom d'era japonesa o nengō: He visitat els camps de batalla de la Gran Guerra a França. En presència d'aquesta devastació, entenc la benedicció de la pau i la necessitat de la concòrdia entre les nacions.
L'era Showa va ser el regnat més llarg de tots els emperadors japonesos. Durant aquesta era, el Japó va baixar al caos polític amb el col·lapse momentani del capitalisme i l'amenaça creixent del comunisme va donar pas a l'ultranacionalisme. El 1937, va entaular combat en una segona guerra amb la Xina i el 1941 va entrar al conflicte mundial de la Segona Guerra Mundial en atacar la base de Pearl Harbor dels Estats Units. A inicis d'agost de 1945, Japó va patir els únics dos atacs amb bombes atòmiques en la història.
La derrota a la Segona Guerra Mundial va comportar un canvi transcendental. Per primera i única vegada en la seva història, Japó va ser ocupada per una potència estrangera durant set anys. L'ocupació nord-americana va portar a terme àmplies reformes democràtiques i, el 1952, el Japó es va convertir en una nació sobirana una vegada més. Les dècades de 1960 i 1970 van significar un miracle econòmic similar al d'Alemanya Occidental. Així, el Japó es va convertir en la segona economia més gran del món i va semblar per un moment que superaria als Estats Units com a superpotència econòmica. A causa de la naturalesa de la cultura, el paisatge i la història del Japó durant aquest període, és útil dividir-lo en almenys tres parts: el període militarista, l'ocupació nord-americana i l'era posterior a l'ocupació. Es podria afegir a aquestes tres eres l'etapa en què la democràcia Taisho declinà i va caure, així com l'etapa en la qual Japó va lluitar la Segona Guerra Sinojaponesa i les guerres del Pacífic, encara que aquestes últimes poden considerar-se part del període militarista.